# Glen Lewis
Glen Lewis (ur. 9 sierpnia 1984) – australijski judoka.
Brązowy medalista mistrzostw Oceanii w 2006. Wicemistrz Australii w 2006 roku.